# Mariusz Kowalewski
Mariusz Kowalewski – polski dziennikarz.

## Życiorys
Jako dziennikarz i redaktor pracuje od około 2002. W swojej karierze był zatrudniony w redakcjach programów telewizyjnych, gazet i portali internetowych. Jego specjalizacją zostało dziennikarstwo śledcze oraz tematyka polityki i służb specjalnych. Pracował w redakcjach dzienników „Gazeta Wyborcza” (w redakcji dodatka regionalnego „GW” w Olsztynie od 2003 do 2007), „Rzeczpospolita” (w dziale krajowym gazety od 2007). W latach 2008, 2009, 2010 opisywał w „Rzeczpospolitej” sprawę istnienia tajnych więzień CIA na terytorium Polski (zob. sprawa tajnych więzień CIA w Europie). 21 stycznia 2008 na łamach „Rzeczpospolitej” ukazał się jego artykuł pt. Skandal w magistracie, w którym przypisano prezydentowi Olsztyna Czesławowi Małkowskiemu molestowanie seksualne urzędniczek i gwałt (tzw. seksafera w Urzędzie Miasta w Olsztynie). Napisał artykuł wydrukowany w wydaniu „Rzeczpospolitej” 17 lipca 2013, dotyczący podejrzenia o plagiat dr. hab. Marka Wrońskiego, w rezultacie czego w 2019 wyrokiem sądu redaktor naczelny dziennika dokonał przeprosin tegoż naukowca. Od grudnia 2010 do stycznia 2013 pracował w redakcji Superwizjera w TVN, zajmując się reportażami o charakterze śledczym oraz dotyczących spraw społecznych.
Był też dziennikarzem miesięcznika „Press”. Od października 2013 do kwietnia 2014 był dziennikarzem w dziale śledczym miesięcznika „Wprost”. Na łamach tego pisma był autorem artykułu z listopada 2015, w którym opisywał, że Służba Kontrwywiadu Wojskowego inwigilowała dziennikarzy o charakterze prawicowym. Po 2013 pracował też w miesięczniku „Uważam Rze”. W 2014 został redaktorem naczelnym miesięcznika „Raptularz” (stowarzyszenie Niepokonani 2012).
Od czerwca 2016 do października 2018 był zatrudniony w TVP. W tym czasie był dziennikarzem TVP Info, wydawcą portalu tvp.info. Od stycznia 2018 pracował przy audycji Alarm. Po trzech miesiącach przeszedł do TAI i sprawował stanowiska zastępcy kierownika redakcji publicystyki i reportażu TVP Info, będąc wówczas odpowiedzialnym za reżyserię i realizację nowych programów. W marcu 2018 powierzono mu stworzenie redakcji reportażu TAI. W czerwcu 2018 został p.o. kierownika redakcji publicystyki i reportażu TVP Info. Pracował m.in. przy nowo stworzonym programie Z bliska. W 2018 został powołany do składu Komisji Etyki TVP XI kadencji jako przedstawiciel TAI.
W 2019 Wydawnictwo Arbitror wydało jego książkę pt. TVPropaganda. Za kulisami TVP, w której opisał działalność TVP Info za czasów sprawowania prezesury TVP przez Jacka Kurskiego w trakcie rządów PiS. O praktykach panujących w TVP opowiadał także w wywiadach. W odpowiedzi TVP zarzuciła Kowalewskiemu stosowanie nietycznych metod podczas pracy i zapowiedziała złożenie pozwu przeciw niemu. W sprawie zwolnienia Kowalewskiego z TVP Rzecznik Praw Obywatelskich Adam Bodnar zwrócił się do prezesa TVP Jacka Kurskiego z prośbą o wyjaśnienia.
Około 2020 podjął współpracę z Newsweek Polska.

## Wyróżnienia
Jego artykuły dotyczące tajnych więzień CIA w Polsce Helsińska Fundacja Praw Człowieka uznała za przełomowe dla wyjaśnienia sprawy.
Zajął piąte miejsce w plebiscycie miesięcznika „Press” na Dziennikarza Roku. Był nominowany do nagrody „Grand Press” w kategorii Dziennikarz Roku 2008 oraz nominowany do Nagrody im. Andrzeja Woyciechowskiego edycji 2008 i 2009.
Za artykuł pt. Skandal w magistracie był nominowany do nagrody MediaTory 2008 w kategorii DetonaTOR.